# 鬥破藍天
《鬥破藍天》（英語：Soldiers of the Sky）是一部1941年的美國紀錄短片，由厄爾·阿萊維因執導。該片曾入圍第14屆奧斯卡金像獎最佳紀錄短片。

## 外部連結
- 互联网电影数据库（IMDb）上《Soldiers of the Sky》的资料（英文）